# Józef Puacz

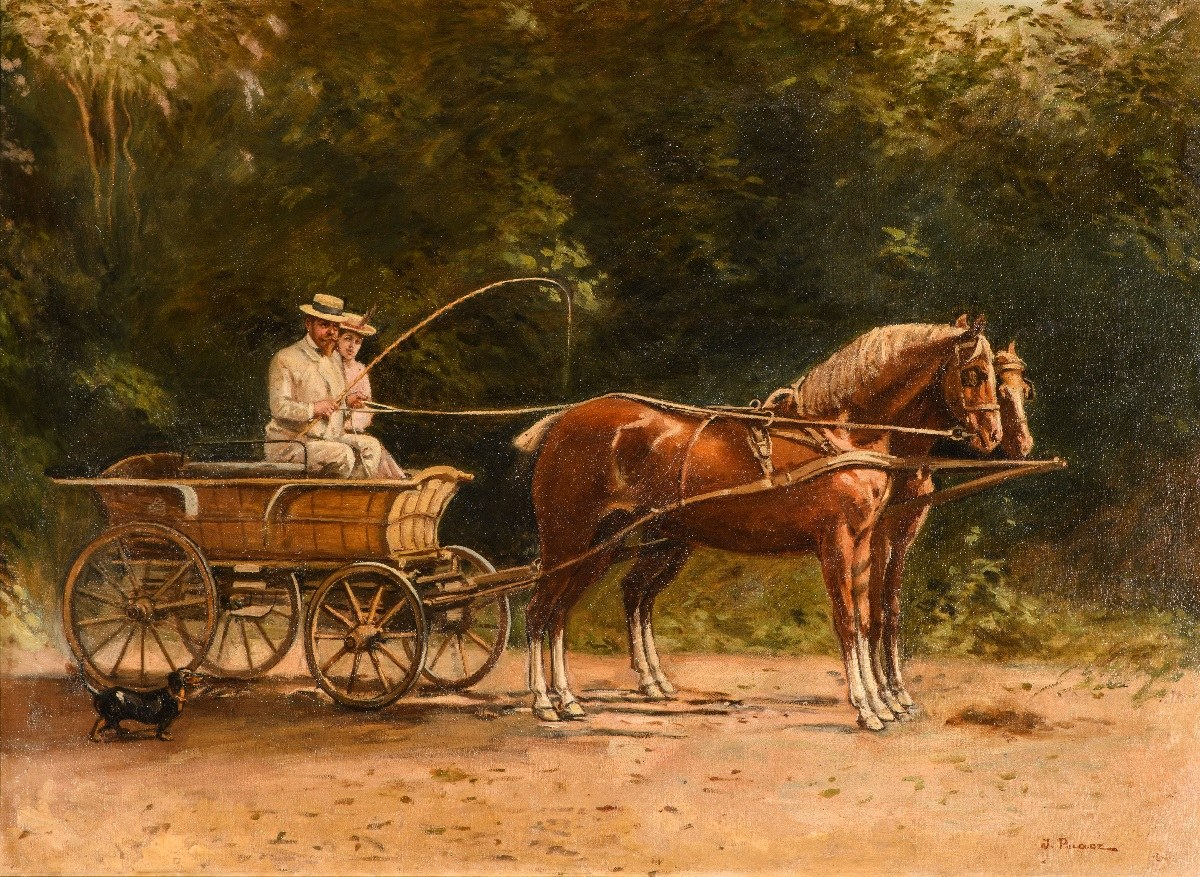
Eine Kutschenfahrt

Józef Puacz (* 27. November 1863 in Staropole, heute Gemeinde Przyrów; † 21. Oktober 1927 in Piotrków Trybunalski) war ein polnischer Porträt- und Genremaler. 
Nach Gymnasialbesuch in Lublin studierte er von 1884 bis 1888 an der Akademie der Bildenden Künste Krakau bei Feliks Szynalewski und Jan Matejko. 
Józef Puacz setzte das Studium ab dem 21. Oktober 1889 an der Königlichen Akademie der Künste München bei Nikolaus Gysis und Sándor Wagner fort. 
1892 ließ er sich in Warschau nieder und errichtete sein eigenes Atelier. 1914, im Alter von etwa 50 Jahren heiratete er die um 25 Jahre jüngere Tschechin Emanuela Jahnel, Tochter eines Kapellmeisters. Das Paar lebte während des Ersten Weltkriegs in einer Villa in Świder bei Otwock. Nach dem Tod des vierjährigen Sohnes wurde er von seiner Frau verlassen und zog nach Warschau zurück. 1925 gab er dort sein Atelier auf und übernahm die Stelle eines Zeichenlehrers am Gymnasium in Piaseczno. 1926 ging er als Zeichenlehrer ans Gymnasium nach Piotrków. Im nächsten Jahr ist er dort gestorben.
In seiner Malerei blieb er der Tradition der Münchner Malerschule treu. Neben der Öl- und Aquarellmalerei schuf er auch Radierungen. Nur in Frauenporträts sind Einflüsse von Impressionismus bemerkbar.